# Braye-sous-Faye
Braye-sous-Faye è un comune francese di 334 abitanti situato nel dipartimento dell'Indre e Loira nella regione del Centro-Valle della Loira.

## Società

### Evoluzione demografica
Abitanti censiti